# Felixalm
Die Felixalm (auch: Untere Felixalm und Riedleitner Alm) ist eine Alm im Ortsteil Niederaudorf der Gemeinde Oberaudorf.
Zwei Almhütten der Felix- und Riedleitner Alm stehen unter Denkmalschutz und sind unter der Nummer D-1-87-157-102 in die Bayerische Denkmalliste eingetragen.

## Baubeschreibung
Ein Almgebäude ist ein Holzbau mit Flachsatteldach, der vermutlich im 17. Jahrhundert errichtet wurde.
Das zweite Gebäude im Norden ist ein Massivbau mit Satteldach und Hochlaube und entstand gegen Ende des 18. Jahrhunderts.

## Heutige Nutzung
Die Almfläche ist aufgelassen und die Almen sind nicht bewirtet.

## Lage
Die Felix- und Riedleitneralm befindet sich im Mangfallgebirge zwischen Wildbarren und Kitzwand auf einer Höhe von 1100 m ü. NHN.